# Erwin Hartmann (Physiker)
Erwin Hartmann (* 24. Februar 1924 in Regensburg; † 21. Juni 2012 in Altomünster) war ein deutscher Physiker und Biophysiker am Institut für Medizinische Optik an der Ludwig-Maximilians-Universität München.

## Leben
1957 war Hartmann als Assistent im Gründungsteam von Herbert Schober, dem ersten Leiter des Instituts für Medizinische Optik in München. 1962 schrieb er seine Dissertation über die physiologischen Vorgänge bei der Blendung des menschlichen Auges. Hartmann beschäftigte sich vorwiegend mit Untersuchungen zur optimalen Beleuchtung von Kraftfahrzeugen, Schulen und Ausbildungsplätzen, Arbeitsplätzen und Straßen/Tunneln und wurde dabei in den Medien öfters als Experte für optisch-medizinische Fragen im Straßenverkehr befragt.
Erwin Hartmann wurde in Altomünster beerdigt.